# Юр'єво (Митищинський міський округ)
Ю́р'єво (рос. Юрьево) — присілок у складі Митищинського міського округу Московської області, Росія.

## Населення
Населення — 53 особи (2010; 9 у 2002).
Національний склад (станом на 2002 рік):
- росіяни — 100 %